# Дзвінківський заказник
Дзві́нківський зака́зник — лісовий заказник загальнодержавного значення в Україні. Розташований у межах Васильківського району Київської області, на схід від села Дзвінкове.
Площа 700 га. Створений 1974 року. Підпорядкований Боярській лісовій дослідній станції.
Охороняються високопродуктивні соснові насадження на правому березі річки Ірпінь. Насадження багатоярусні: у першому ярусі — сосна звичайна, у другому — дуб звичайний з добре розвиненим підліском (ліщина, бруслина європейська, бруслина бородавчата, крушина ламка). У трав'яному покриві зростають: яглиця звичайна, зірочник лісовий, зеленчук жовтий, буквиця лікарська, а також бореальні види — грушанка круглолиста, брусниця, папороть чоловіча. З рідкісних видів трапляються: лілія лісова, гніздівка звичайна, любка дволиста, коручка чемерникоподібна, занесені до Червоної книги України.
З тварин водяться: сарна, свиня дика, лисиця, заєць-русак та інші.
Заказник є науково-експериментальною базою Національного університету біоресурсів і природокористування України.

## Стан охорони біорізноманітності

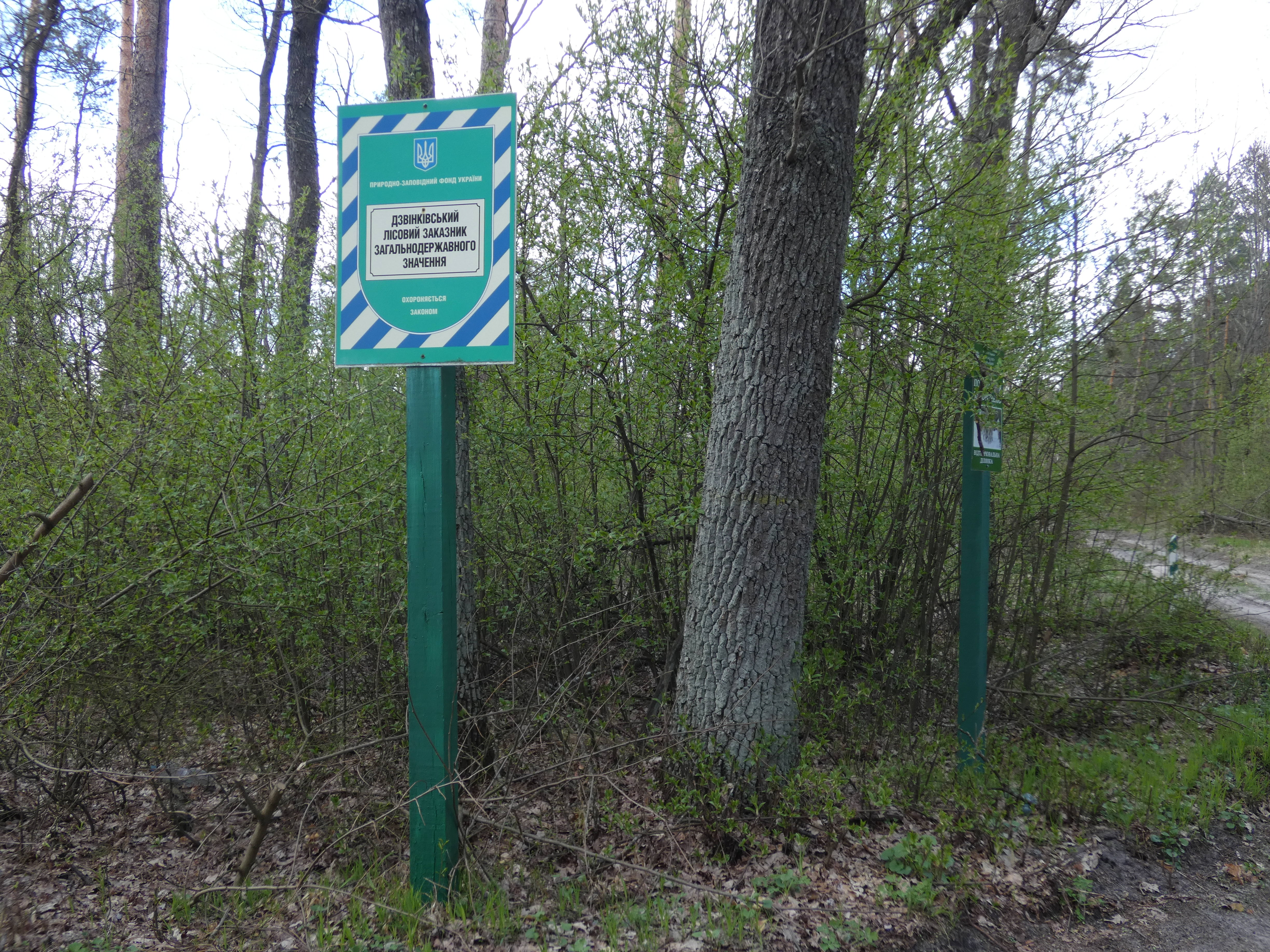
Дзвінківський заказник

У заповіднику ведуться масові санітарні та інші рубки, що негативно відбивається на охороні рідкісних видів тварин. Навесні 2016 р. такі рубки було виявлено в Дзвінковському лісництві, в яке входить і цей заказник. Окрім цього лісниками на території заказника спалювалися порубкові залишки.